# Ушнішавіджая

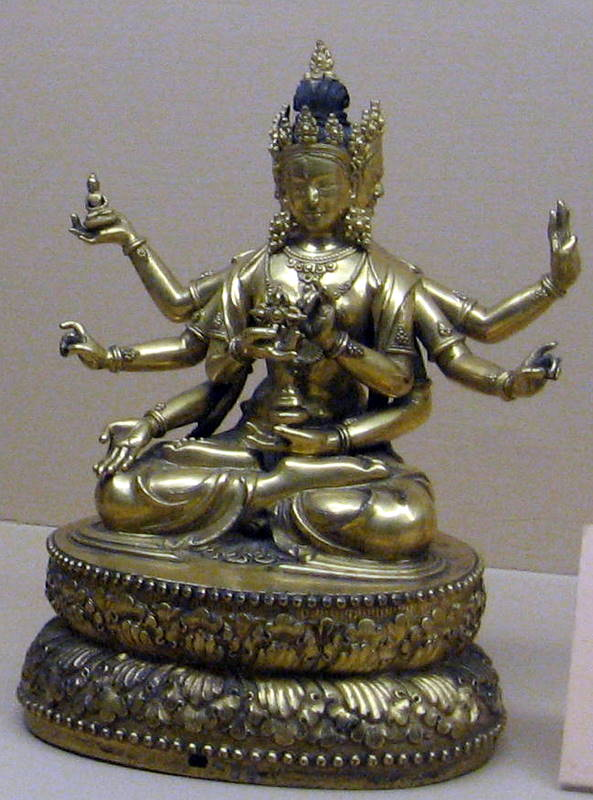
Уснісавіджая, Чхатрапаті Шиваджі Махарадж Васту Санграхалая.

Ушнішавіджая або Уснісавіджая (санскр. Uṣṇīṣavijayā «Переможець з Ушнішею»; тиб. གཙུག་གཏོར་རྣམ་རྒྱལ་མ།, Вайлі: gtsug tor rnam rgyal ma, Тсуктор Намг'єлма (Tsuktor Namgyelma); монг. Бизьяа, Намжилмаа, Жүгдэрнамжилмаа, «Crested Ultimate Tara»; кит.: 佛頂尊勝佛母) — є буддою довголіття в буддизмі. У головному уборі вона носить образ Вайрочани. Разом з Амітаєм та Сітатарою вона становить трьох Будд довгого життя. Вона є одним з найвідоміших буддистських божеств в Непалі, Тибеті та Монголії.
Намг'єлма є жіночим ідамі та божеством тривалого життя класу Крія тантр у тибетському буддизмі.
З 1571 року Намг'єлма є ім'ям монастиря Намг'єл — особистого монастиря всіх Далай-лам з часу його заснування Третім Далай-ламою, Г'ялво Сонам Г'яцо

## Іконографіка

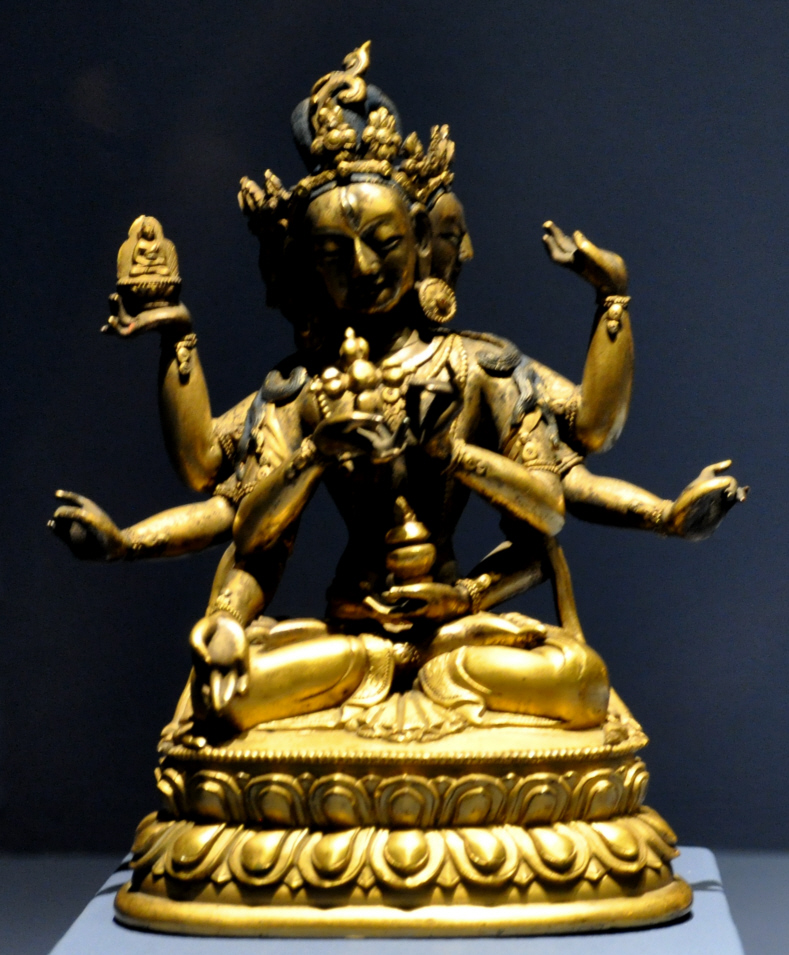
Китайсько-тибетська статуя Намг'єлма XIX століття; позолочена бронза; Linden Museum, Штутгарт

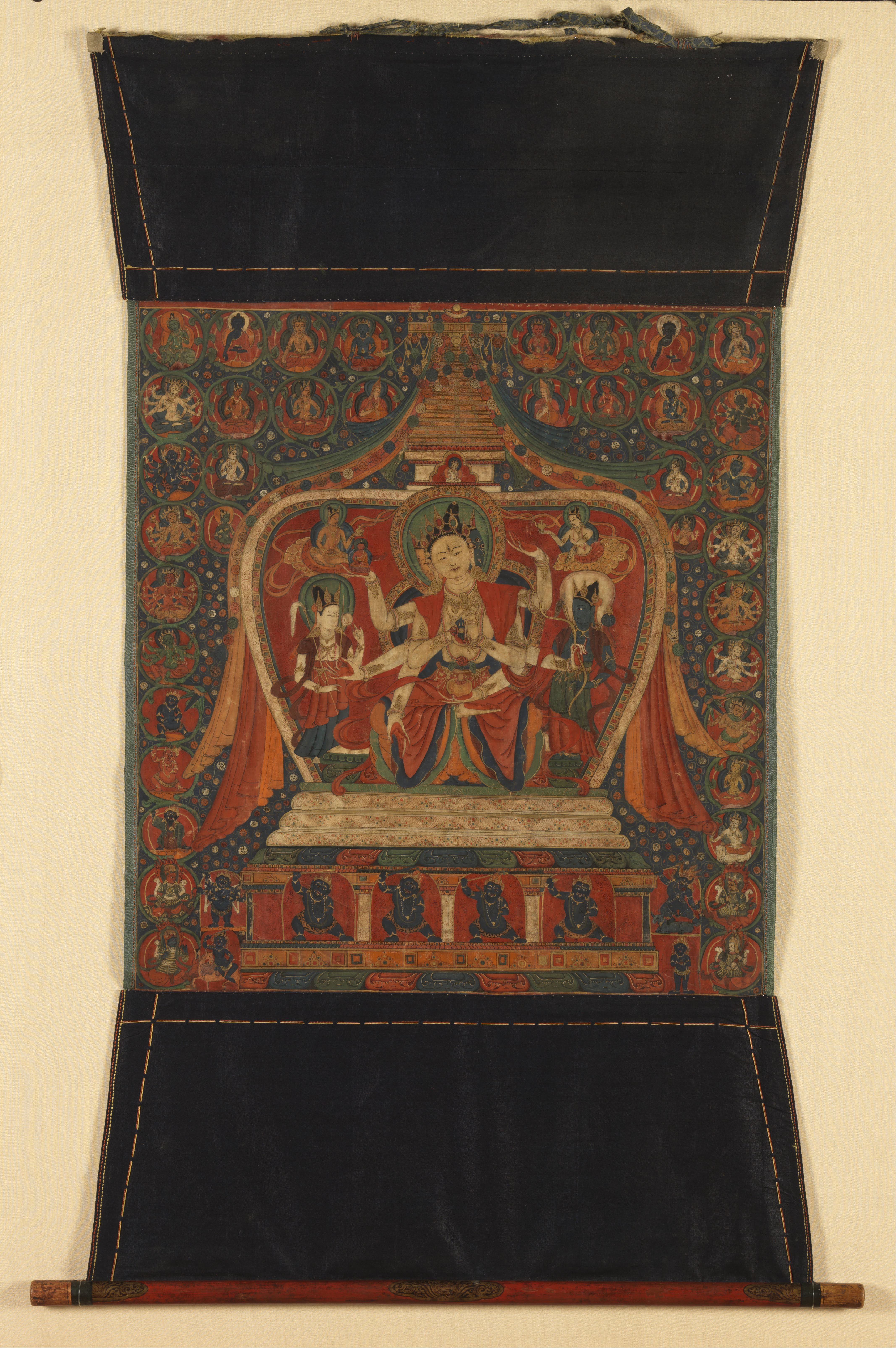
Uṣṇīṣavijayā у ступі, картина XV століття, Художній музей Рубіна

Як правило, вона зображується з тілом білого кольору, сидить у позі лотоса, має вісім рук, що тримають різні символічні знаряддя в кожній руці, три обличчя різного кольору, на кожному обличчі три ока.

## Ушніша Віджая Дхарані Сутра
Ушніша Віджая Дхарані Сутра — мантра Уснісавіджая, дуже важлива Дхарані в китайському буддизмі, така, що обидва, китайський імператор (唐代宗 776 р н. е.) і японський імператор (清和 天皇 860 р н. е.), вводили в дію всі буддистські монастирі в своїх країнах, щоб сприяти цій практиці, після того, як вважалося, що це призвело до дощів які завершили дві посухи в історії.

### Мантри
Існує  кілька варіантів мантр Ушнішавіджаї.
Типовим є виділення короткої та довгої мантр. Довга мантра, як правило, це Ушніша Віджая Дхарані Сутра.
Коротка мантра, залежно від школи буддизму має певні відмінності.
Кілька варіантів:
- ཨོཾ་བྷྲཱུཾ་སྭཱ་ཧཱ། OM DRUM SVAHA[3]

- OM DHRUM SOHA OM AMRITA AYUR DADE SOHA[4]